# 顧誦芬
顧 誦芬（こ そうふん、1930年2月4日 - ）は、中華人民共和国の航空機設計師。江蘇省呉県出身。中国科学院院士。中国工程院院士。

## 経歴
1930年2月4日、江蘇省呉県で生まれる。1947年に上海市私立南洋模範中学校（現在の上海市南洋模範中学校）を卒業し、上海交通大学空気動力学に合格しました。1951年を卒業後、同年、航空工業局に入局。1956年、瀋陽飛機工業集団に採用され、飛機設計室の設計師に就任した。1981年、J-8戦闘機の総設計師に就任。1986年、航空工業部科学技術委員会副主任に就任。1988年には航空研究院副院長を兼務する。

## 栄典
- 1991年、中国科学院院士
- 1994年、中国工程院院士

## 受賞
- 2021年11月3日、国家最高科学技術賞[1]